# Yunnania penicillata
Yunnania penicillata är en svampart som beskrevs av H.Z. Kong 1998. Yunnania penicillata ingår i släktet Yunnania, divisionen sporsäcksvampar och riket svampar.   Inga underarter finns listade i Catalogue of Life.